# Carl Ludwig

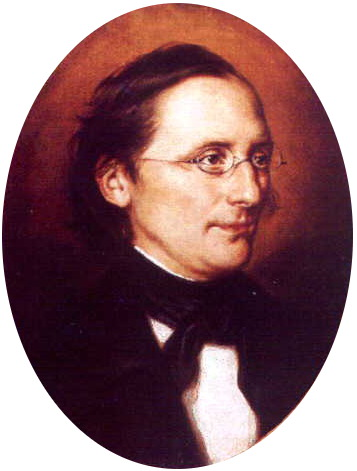
Carl Ludwig.

Carl Friedrich Wilhelm Ludwig, född 29 december 1816 i Witzenhausen, Hessen, död 24 april 1895 i Leipzig, var en tysk fysiolog.
Ludwig blev 1842 docent vid universitetet i Marburg, där han 1846 befordrades till extra ordinarie professor i jämförande anatomi. År 1849 kallades han till ordinarie professor i anatomi och fysiologi i Zürich samt 1855 till professor i fysiologi vid den militärmedicinska akademien i Wien (Josephinum). Därifrån flyttade han 1865 för att överta professuren i fysiologi i Leipzig, där för honom inrättades ett högklassigt fysiologiskt laboratorium.
Ludwig var både som vetenskaplig forskare och som lärare av den allra största betydelse. Jämte Hermann von Helmholtz, Emil du Bois-Reymond och Ernst Wilhelm von Brücke delar han äran av att inom den tyska fysiologin ha grundlagt en rent fysikalisk åskådning av livsföreteelserna, vilken han genomförde i sin Lehrbuch der Physiologie des Menschen (två band, 1852–1856; andra upplagan 1857–1861). Detta arbete kan i viss mån betraktas som höjdpunkten av hans vetenskapliga verksamhet, ty man finner i detsamma programmet för hela den mångfald av undersökningar, som sedan dess utgick från hans laboratorium.
Bland hans arbeten märks införandet inom fysiologin av den grafiska metoden, som han självständigt uppfann och vilken blev ett oumbärligt hjälpmedel vid all fysiologisk forskning, de epokgörande undersökningarna över avsöndringar och utsöndringar, över blodtrycket och dess växlingar, över blodets strömningshastighet, över hjärtats innervation, över blodgaserna, över lymfans fysiologi. Hans tidigare specialarbeten trycktes i särskilda tidskrifter och efter sin överflyttning till Leipzig utgav han de på hans laboratorium utförda undersökningarna under titeln "Arbeiten aus der physiologischen Anstalt zu Leipzig" (elva band, 1866–1876); sedan 1877 publicerades nämnda arbeten i du Bois-Reymonds "Archiv für Physiologie".
De flesta av de män, som i Europa och USA under Ludwigs tid ägnade sig åt fysiologin, var hans direkta lärjungar. Redan 1874 var antalet av dem, som på hans laboratorium utfört vetenskapliga arbeten, 142, och detta antal ökades sedan dess högst betydligt. Han tilldelades Copleymedaljen 1884. Ludwig var ledamot av Kungliga Vetenskapsakademien från 1869.